# Nüdlingen
Nüdlingen là một đô thị ở huyện Bad Kissingen bang Bayern nước Đức. Đô thị Nüdlingen có diện tích 26,35 km², dân số thời điểm ngày 31 tháng 12 năm 2006 là 4202 người.
Đô thị này gồm có các thị trấn:
- Haard
- Nüdlingen

## Dân số
| Năm  | Dân số |
| 1970 | 3570   |
| 1987 | 3520   |
| 2000 | 4210   |
| 2005 | 4257   |